# Albany, Kalifornija
Albany (prije Ocean View) je grad u američkoj saveznoj državi Kalifornija. Prema popisu stanovništva iz 2010. u njemu je živjelo 18,539 stanovnika.